# 多布拉 (大波蘭省)
多布拉是波蘭的城鎮，位於該國中部，距離首府波茲南130公里，由大波蘭省負責管轄，面積1.84平方公里，海拔高度123米，2006年人口1,511。第二次世界大戰期間，納粹德國在1939年9月至1944年1月21日期間佔領該鎮。
51°54′50″N 18°36′50″E / 51.91389°N 18.61389°E